# گیمز ورکشاپ
گیمز ورکشاپ (انگلیسی: Games Workshop) شرکت بازی ویدئویی بریتانیایی است، که در سال ۱۹۷۵ توسط جان پیک، یان لیوینگستون و استیو جکسون تأسیس شد.